# Port Royal (Canadá)

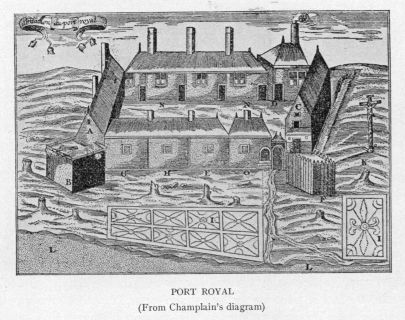
Diagrama de Port Royal (circa 1612).

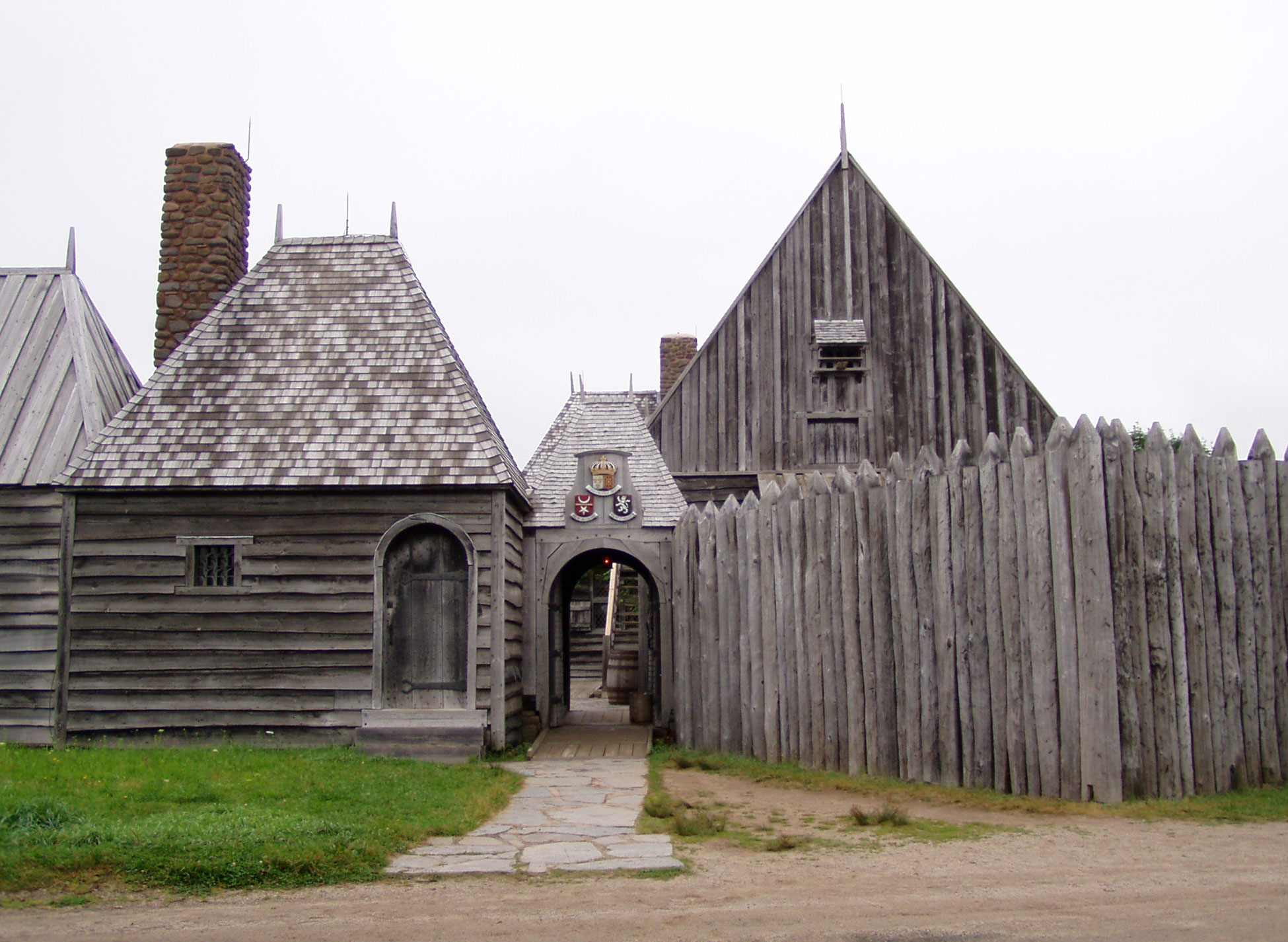
Reconstrução atual de Port Royal.

Port Royal foi a capital da Acádia entre 1605 e 1710 e, atualmente, é uma cidade chamada Annapolis Royal na província de Nova Escócia, na parte ocidental do Canadá. Inicialmente, Port Royal estava localizada na costa norte da Bacia de Annapolis, Nova Escócia, hoje no local onde foi construída uma representação do original. Após a sua destruição por invasores da Virgínia em 1613, Port Royal foi restabelecida na costa sul da bacia. Os britânicos mudaram o nome de Port Royal para Annapolis Royal após terem conquistado a Acádia em 1710.
Port Royal foi fundada por Pierre Dugua de Mons e de Samuel de Champlain em 1605. A vila foi o primeiro assentamento europeu permanente ao norte de St. Augustine, na Flórida.